# Транспортная сеть связи
Транспортная сеть связи (backhaul) — это совокупность всех ресурсов, выполняющих функции транспортирования в телекоммуникационных сетях. Она включает не только системы передачи, но и относящиеся к ним средства контроля, оперативного переключения, резервирования, управления. В сотовой связи, транспортная сеть включает в себя участок сети между опорной сетью оператора и базовой станцией.

## Примеры транспортных сетей связи
- Подключение базовых станций к контроллеру базовых станций
- Подключение DSLAM’ов к ближайшему узлу агрегации ATM или Ethernet
- Подключение больших предприятий к сети Metro Ethernet

При выборе транспортных технологий учитываются различные факторы, в том числе ёмкость, стоимость развертывания и последующие операционные издержки, протяженность, а также необходимость таких ресурсов, как требуемый диапазон частот, оптоволокно, электропроводка и др.

## Технологии в транспортных сетях
- FSO (Free space optics)
- Соединения точка-точка по радиоканалу
- Технологии беспроводного доступа по топологии точка-многоточка, такие как Wi-Fi, WiMAX,  также могут использоваться для организации транспортных сетей
- Технологии DSL: ADSL и SHDSL
- Интерфейсы PDH и SDH/SONET, такие как E1/T1, E3, T3, STM-1/OC-3
- Carrier Ethernet, IP, MPLS

## Эволюция транспортных технологий в сотовых сетях
В настоящее время большинство транспортных сетей сотовой связи основаны на технологиях SDH/SONET и используют для доступа каналы Е1/T1.
По мере эволюции мобильной связи и с внедрением новых стандартов, изначально ориентированных на сети на базе IP,  основными транспортными технологиями становятся Carrier Ethernet, IP, MPLS и DSL. На сегодняшний день, переход к полностью основанным на IP сетям видится в отрасли, как  необходимый путь развития.